# Вецио (Леко)
Вецио је насеље у Италији у округу Леко, региону Ломбардија.
Према процени из 2011. у насељу је живело 78 становника. Насеље се налази на надморској висини од 367 м.